# Saavedra Rock
Der Saavedra Rock (spanisch Isla Mayor Saavedra) ist ein Klippenfelsen in der Gruppe der Duroch-Inseln vor der Küste der Trinity-Halbinsel an der Spitze der Antarktischen Halbinsel. Er ist der größte einer Reihe von Felsen im südwestlichen Winkel des Naturhafens González Anchorage.
Teilnehmer der 5. Chilenischen Antarktisexpedition (1950–1951) benannten ihn nach Major Eduardo Saavedra Rojas (1909–1971), der als Delegierter der chilenischen Armee an Bord des Schiffs Lautaro an dieser Forschungsreise teilgenommen hatte. Das Advisory Committee on Antarctic Names übertrug diese Benennung 1964 in angepasster Form ins Englische.